# Dương Hồng Phúc
Dương Hồng Phúc (ur. 28 listopada 1995) – wietnamski zapaśnik walczący w stylu klasycznym. Srebrny medalista igrzysk Azji Południowo-Wschodniej w 2019 roku.